# Буч Тејлор
Буч Тејлор (рођен 11. фебруар 1951. године у Гринвилу) је бивши амерички кошаркаш. Играо је на позицији центра.

## Каријера
Тејлор је био студент Универзитета Џексонвил, где је просечно бележио 16,6 поена и 12,1 скок. Изабран је као 55. пик на НБА драфту 1974. године од стране Филаделфије, али није дебитовао у америчкој професионалној лиги.
У Партизан је стигао 1976. године, после кратког боравка у италијанском Трсту, и требало је да наступа само у Купу шампиона, пошто правила Кошаркашког савеза Југославије тада нису дозвољавала играње странаца у домаћим такмичењима.
Партизан је освајањем титуле првака Југославије, стекао право да у сезони 1976/77. наступа у најјачем европском клупском такмичењу, Купу шампиона. Повратник из Барселоне, тренер Ранко Жеравица, желео је да уз тандем Кићановић — Далипагић и центарска линија буде још јача, па је ангажован први странац у историји КК Партизан, 208 сантиметара високи Американац, Бач Тејлор.
Тејлор је потписом за Партизан постао први странац у српској кошарци, а други уколико се гледа цела Југославија, пошто је пре њега у Задру наступао Даглас Ричард током сезоне 1974/75.
Популарни „Баћа“, како су га навијачи одмах прозвали, тиму се прикључио само пар дана пред дуел првог кола такмичења по групама против Збројовке и са екипом је имао само један тренинг. Партизан је у Хали спортова поражен од чехословачког шампиона, а када је у другој утакмици претрпљен пораз и од Академика у Софији, било је јасно да ће планирани „шлагер“ дуели са најјачим европским екипама Ињисом, ЦСКА и Реалом, те сезоне остати само пуста жеља. Бач Тејлор је на своје једине две утакмице у црно-белом дресу постигао 13 поена, али му је било суђено да се његов ангажман заврши неславно.
Тренер Ранко Жеравица је тада објаснио да је планирано да Тејлор да свој прави допринос тек у завршној фази Купа шампиона. „Требало је да се Тејлор, чији играчки квалитети нису спорни, уиграва и навикава на тим до почетка финалне групе. Рачунали смо да ћемо и без његове значајније помоћи, проћи квалификације, у чему смо се преварили“, објаснио је тада Жеравица.